# Betsy Repelius

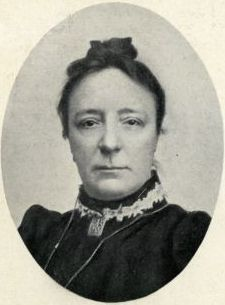
Portret van Betsy Repelius

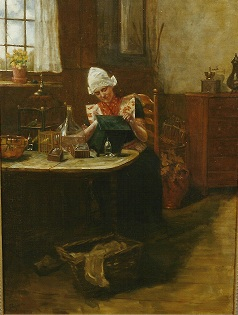
Jonge vrouw in klederdracht

Betsy Repelius (geboren als Johanna Elisabeth Repelius, Amsterdam, 31 januari 1848 – aldaar, 23 januari 1921) was een Nederlandse kunstschilder.

## Biografie
Betsy was de jongste van de acht kinderen van de rijke koopman Johan Diederik Hendrik Repelius (1800-1870) en Henriette Marie Wesseling (1807-1877).
Repelius nam lessen van de historieschilder en lithograaf Petrus Franciscus Greive en later bij Carel Frans Philippeau. Tussen 1873 en 1876 studeerde zij aan de Rijksakademie van beeldende kunsten in Amsterdam, met name bij August Allebé. Na deze opleiding kreeg zij les in aquarel bij Nicolaas van der Waay.
Betsy Repelius bleef haar hele leven ongehuwd. Zij had vele vrienden die ook kunstschilder waren, onder andere Simon Maris, Marie Heineken, Thérèse Schwartze en haar nicht Lizzy Ansingh, alsmede Georgine Schwartze. Muzieklerares Elvira Collin en de arts Maria Dusaar woonden een tijdlang bij haar in huis.
Het woonhuis van Betsy Repelius werd ontworpen door Joseph Cuypers. Het huis had een atelier op de zolder en staat in de Vondelstraat 29 in Amsterdam. Voor de gevel van het huis ontwierp Cuypers tegeltableaus. Daarin verwerkte hij het familiewapen van Repelius en het monogram van Betsy. Deze tableaus zijn niet vanaf de straat te zien. Repelius schakelde ook Piet Mondriaan in om twee plafonds te versieren met allegorische voorstellingen en engeltjes (putti). Door haar welvaart kon zij zo een woonhuis laten ontwerpen, wat maar weinig kunstenaars uit die periode zich konden veroorloven.

## Werk
Het werk van Betsy Repelius bestaat uit:
- genrevoorstellingen met bijvoorbeeld straatjongens
- interieurs met personen

Titels van haar werken zijn bijvoorbeeld:
- Keldertje te Linschoten
- De Schoolmeester
- Valsch geblazen

De reacties van tijdgenoten op haar exposities waren verdeeld, soms positief, soms buitengewoon negatief. Zo schreef een journalist van het Algemeen Handelsblad in 1882 over haar: "mej. Betsy Repelius, eene debutant klaarblijkelijk, de nog zwaar te worstelen heeft met vorm en perspectief, maar wier aanleg uit den toon van het geheel spreekt."
Enkele werken van Repelius zijn in het bezit van het Frans Halsmuseum in Haarlem. Museum Spakenburg bezit het schilderij "jonge vrouw in klederdracht".

## Exposities
Betsy Repelius exposeerde onder andere bij:
- Suasso Museum (de naam die destijds voor het Stedelijk museum werd gebruikt), 1909[2]
- Parijse salon, 1913. Ze verkocht daar een schilderij van een monnik die op de violoncel speelt[3]
- Artis, 1915[4]
- Stedelijk Museum Amsterdam, 1909[5]

## Onderscheidingen
Repelius ontving op een internationale tentoonstelling te Parijs een gouden medaille.
- Biografisch Portaal: 18270440
- Gemeinsame Normdatei: 1243268344
- International Standard Name Identifier: 0000 0000 6964 6708
- Library of Congress Control Number: no2021088287
- Nederlandse Thesaurus van Auteursnamen: 155732080
- RKD-Nederlands Instituut voor Kunstgeschiedenis: 89854
- Union List of Artist Names: 500078667
- Virtual International Authority File: 96241433